# Тракторные заводы
Концерн «Тракторные заводы» — наименование российской группы компаний, включающей в себя машиностроительные предприятия, головной организацией которой является ООО «Протон» (входящий в федеральный перечень системообразующих организаций Российской Федерации). Главный офис в Чебоксарах.
Ранее головной организацией было Общество с ограниченной ответственностью «Машиностроительно-индустриальная группа «Концерн «Тракторные заводы» (ООО «МИГ «КТЗ»), основанное в 1996 году.

## История
История концерна «Тракторные заводы» начинается с момента приобретения в 1996 году пакета акций ОАО «Чебоксарский завод промышленных тракторов».
В разные периоды в состав концерна входили такие крупные предприятия, как: 
ОАО «Онежский тракторный завод», ПАО «Курганмашзавод», ОАО «ТК «Волгоградский тракторный завод», ОАО «Волгоградская машиностроительная компания ВгТЗ», «ООО «ЗКЛЗ», ОАО «Краслесмаш», АО «НИИ стали» и другие.
1998 — литейное производство выделено в отдельное предприятие.
2000 — создание торгово-сервисных центров и складов в крупнейших регионах РФ.
2002 — зарегистрирован товарный знак ЧЕТРА на линейку промышленной продукции.
2003 — в состав Концерна влилось ОАО «Чебоксарский агрегатный завод».
2004 — в состав Концерна влился Липецкий тракторный завод — одно из основных предприятий города Липецка.
2005 — взят в аренду имущественный комплекс ФГУП «Канашский вагоноремонтный завод».
2006 — в Чебоксарах создано ООО «ККУ «Концерн «Тракторные заводы», которому переданы полномочия единоличного исполнительного органа по управлению большей части предприятий Концерна.
2006 — приобретён «Алтайский моторный завод».
2008 — при финансовой поддержке концерна «Тракторные заводы» и Министерства образования Российской Федерации в рамках системы частно-государственного партнерства и национального проекта «Образование» на базе Чебоксарского электромеханического колледжа создан Центр подготовки рабочих и специалистов для высокотехнологичных производств в машиностроении.
2008 — в Москве на стадионе технических видов спорта «Крылатское», при поддержке Министерства промышленности и торговли РФ и Общероссийской общественной организации «Союз машиностроителей России», был проведен отраслевой проект — Неделя «Концерна «Тракторные заводы» — под девизом: «Сделано в России». Впервые российскому и международному сообществу была представлена целая гамма отечественной конкурентоспособной инновационной техники, разработанной специализированными конструкторскими бюро и произведенной крупнейшими машиностроительными предприятиями России с использованием новейших технологий.
2010 — ОАО «Промтрактор» в рамках рабочей поездки в Чувашскую Республику посетил Председатель Правительства РФ Владимир Путин.
2011 — в Чебоксарах под эгидой Союза машиностроителей России открыт научно-технический Музей истории трактора.
2012 — концерн «Тракторные заводы» занял 142-е место в рейтинге крупнейших компаний России по объему реализации продукции, проводимом агентством «Эксперт РА» совместно с журналом «Эксперт».
2015 — концерн представил новые образцы техники для Воздушно-десантных и Сухопутных войск России на юбилейном параде Победы 9 Мая.
2016-2017 — в рамках указаний Президента РФ В. Путина и поручений Председателя правительства Д. Медведева в целях реструктуризации концерна «Тракторные заводы» и обеспечения бесперебойного функционирования ключевых предприятий Концерна был разработан план выхода из кризиса.
2017 — государственной корпорацией «ВЭБ.РФ» была запущена дефолтная стратегия в отношение предприятий Концерна, предполагающая введение процедур банкротства на большинстве организаций группы.
2018 — осуществлена передача прав требований к концерну от «ВЭБ.РФ» к совместному предприятию, созданному ГК «Ростех» и частным инвестором; компании концерна выведены из-под управления ООО «ККУ Концерн «Тракторные заводы». Все предприятия концерна разделены на военный и гражданский дивизионы; предприятия военного дивизиона переданы в контур управления ГК «Ростех». Благодаря участию федеральных и региональных органов власти, а также привлечению частного инвестора, обеспечено сохранение производственных компетенций предприятий гражданского дивизиона, расположенных на территории Чувашской Республики, получены необходимые ресурсы для обеспечения положительной динамики развития деятельности, снятия социальной напряженности и увеличения количества рабочих мест.
2019 — в целях стабилизации социально-экономической ситуации и сохранения производственного и кадрового потенциала состоялась передача организаций военного и гражданского дивизионов Концерна новым собственникам. На предприятиях Концерна последовательно реализуется программа финансового оздоровления, благодаря которой заводы смогли выйти на производственные мощности в 360 тракторов, 12 000 вагонокомплектов и 4200 вагонов в год (по сравнению с 2018 годом рост производства тракторной техники увеличился в 2,5 раза, выпуск литейной продукции — в 4 раза, рост производства железнодорожной техники — в 3 раза).

## Показатели деятельности
Численность персонала на июль 2019 года: более 10 тыс. сотрудников.
24 сентября 2007 года в ежегодном рейтинге 500 крупнейших компаний России журнала «Финанс» концерн занял 115 позицию (+74 пункта).

## Собственники и руководство
Собственником концерна является Акционерное общество «Машиностроительно-индустриальная группа «Концерн «Тракторные заводы».
9 сентября 2019 года на должность генерального директора избран Андрей Валентинович Водопьянов.

## Дело Михаила Болотина
Основатель, бывший совладелец и бывший руководитель КТЗ с сентября 2021 года находился в СИЗО по подозрению в растрате 90 миллионов рублей. По версии ФСБ, Болотин в 2014-2015 годах присвоил часть средств государственного финансирования, направленного на разработку и производство БТР и БМП «Курганец» на Курганском машиностроительном заводе, входившем в состав концерна. В августе 2022 года бизнесмен признал вину. Тем не менее суд отказался отпустить его под домашний арест, поскольку он не вернул растраченные деньги.. Болотина приговорили к двум годам колонии общего режима и штрафу в 200 тысяч рублей. К этому моменту он провел в «Лефортово» уже 14 месяцев, которые были зачтены с коэффициентом 1,5. Остаток срока он также провел в СИЗО, так и не доехав до колонии. В феврале 2023 вышел на свободу.